# إدارة الوزن
إدارة الوزن تشير إلى السلوكيات والتقنيات والعمليات الفسيولوجية التي تساهم في قدرة الفرد على بلوغ وزن صحي والحفاظ عليه. تشمل معظم تقنيات إدارة الوزن استراتيجيات نمط حياة طويلة الأمد تعزز الأكل الصحي والنشاط البدني اليومي. بالإضافة إلى ذلك، تتضمن إدارة الوزن تطوير طرق مفيدة لتتبع الوزن مع مرور الوقت وتحديد أوزان الجسم المثالية لمختلف الأفراد.
غالبًا ما تركز استراتيجيات إدارة الوزن على تحقيق أوزان صحية من خلال فقدان الوزن ببطء وثبات، يليه الحفاظ على وزن الجسم المثالي. مع ذلك، تبين أيضًا أن الأساليب المحايدة للوزن في مجال الصحة تؤدي إلى نتائج صحية إيجابية.
يعد فهم العلوم الأساسية لإدارة الوزن واستراتيجيات الوصول إلى وزن صحي والحفاظ عليه أمرًا مهمًا للغاية لأن السمنة عامل خطر لتطور العديد من الأمراض المزمنة، مثل سكري النوع الثاني وارتفاع ضغط الدم وأمراض القلب والأوعية.

## العوامل الرئيسية
هناك العديد من العوامل التي تساهم في زيادة الوزن، بما في ذلك النظام الغذائي والنشاط البدني والوراثة والعوامل البيئية وخدمات الرعاية الصحية والأدوية والأمراض. تؤثر كل من هذه العوامل على الوزن بطرق مختلفة وبدرجات متفاوتة، لكن المتخصصين في مجال الصحة يؤكدون في أغلب الأحيان على أهمية النظام الغذائي والنشاط البدني لأنهما قد يتأثران بتعديل السلوك الواعي. يتطلب الوصول إلى وزن صحي معرفة الاستراتيجيات العامة مثل تحديد حجم الحصص الغذائية والمراقبة الذاتية وتوازن النظام الغذائي اليومي. بمجرد الوصول إلى هذا الوزن الصحي، يمكن الحفاظ عليه بممارسة النشاط البدني والتحكم في بيئة الفرد وضبط أنماط الأكل. بالإضافة إلى ذلك، تبين أن خدمات الرعاية الصحية المتمثلة بالإشراف الطبي على الرعاية الأولية والمتابعة مع مرور الوقت مفيدة لإدارة الوزن على المدى الطويل.
فيما يلي مراجعة لبعض العناصر الرئيسية لإدارة الوزن لدى البشر.

### توازن الطاقة
العلم الكامن وراء إدارة الوزن معقد، ولكن، يعد توازن الطاقة أحد المفاهيم الأساسية التي تحكم إدارة الوزن. توازن الطاقة هي العبارة المستخدمة لوصف الفرق بين عدد السعرات الحرارية التي يتناولها الفرد وعدد السعرات الحرارية التي يستهلكها نفس الفرد (يحرقها) في فترة زمنية معينة. هناك ثلاثة سيناريوهات محتملة لمعادلة توازن الطاقة:
- السعرات الحرارية الواردة (الطعام والشراب) = السعرات الحرارية المستهلكة (معدل الأيض الأساسي، النشاط البدني، التأثير الحراري للطعام، المرض الحاد)
  - النتيجة: لا يتغير الوزن
- السعرات الحرارية الواردة > السعرات الحرارية المستهلكة
  - يُعرف أيضًا باسم توازن الطاقة الإيجابي
  - النتيجة: زيادة الوزن
- السعرات الحرارية الواردة < السعرات الحرارية المستهلكة
  - يُعرف أيضًا باسم توازن الطاقة السلبي
  - النتيجة: نقص الوزن

### النظام الغذائي
قد تلعب كمية الطعام والشراب التي يتناولها الفرد دورًا في إدارة الوزن، بالإضافة إلى أنواع هذه الأطعمة والمشروبات. مثلًا، قد يؤدي تناول المشروبات المحلاة مثل المشروبات الغازية أو العصائر إلى زيادة مدخول الطاقة الذي لا يتم تحييده عن طريق إنقاص تناول الطعام المرافق. قد تؤدي زيادة حجم الحصص أيضًا إلى زيادة مدخول الطاقة.

### النشاط البدني
قد يرتبط النشاط البدني بالأنشطة المهنية للفرد أو بالأنشطة اليومية غير المتعلقة بالعمل مثل المشي أو ركوب الدراجات، أو الأنشطة مثل الرياضات الترويجية أو الجماعية. يمكن تخصيص أنواع محددة من النشاط البدني لتناسب مجموعات سكانية مثل الأطفال والنساء الحوامل وكبار السن. يشجع النشاط المخصص لمستوى اللياقة البدنية الجسم على الشفاء بشكل صحيح ويقي من حدوث أي إصابات جراء التمرين.

### معدل الأيض الأساسي
يعد معدل الأيض الأساسي أحد المكونات الرئيسية لاستهلاك الطاقة اليومي للفرد. يُعرّف بأنه كمية الطاقة التي تُستهلك خلال فترة زمنية معينة من قبل الفرد في أثناء الراحة. تُستخدم هذه الطاقة في أثناء الراحة لضخ الدم في جميع أنحاء الجسم والحفاظ على سوية وظائف المخ وتحطيم المركبات السامة وضمان وظائف الجسم الأخرى. تقنيًا، معدل الأيض الأساسي هو الطاقة التي يستهلكها الجسم خلال الظروف المحددة التالية: بعد الاستيقاظ مباشرةً وفي أثناء الراحة وبعد الصيام لمدة 12-14 ساعة. أحيانًا، يُستخدم مصطلح معدل الأيض الساكن بدلًا من معدل الأيض الأساسي، ولكن، لا يقتصر قياس معدل الأيض الساكن فقط على الظروف الصارمة المذكورة سابقًا وهو يزيد بنحو 10% عن معدل الأيض الأساسي.

## عوامل مقيدة

### التأثير الحراري للطعام
يعد التأثير الحراري للطعام عنصرًا آخر من عناصر استهلاك الطاقة اليومي للفرد ويشير إلى كمية الطاقة التي يحتاجها الجسم لهضم العناصر الغذائية وامتصاصها واستقلابها في النظام الغذائي. تختلف كمية الطاقة المستهلكة في أثناء معالجة الطعام من فرد لآخر، ولكنها تصل وسطيًا إلى نحو 10% من عدد السعرات الحرارية المدخلة خلال فترة زمنية معينة. يتجاوز الأثر الحراري لمعالجة البروتينات والكربوهيدرات الأثر الحراري لمعالجة الدهون.

### الأدوية
يمكن لبعض الأدوية أن تسبب فقدان الوزن أو زيادة الوزن. غالبًا ما تُدرج هذه الآثار الجانبية لكل دواء ويجب أخذها في الاعتبار عند محاولة ضبط الوزن.
أظهر التحليل التلوي أن فينترمين وتوبيرامات وبراملينتيد ونالتريكسون وبوبروبيون وليراجلوتايد تحفز فقدان الوزن. يعد سيماغلوتايد دواءًا آخر مضاد للسمنة يستخدم أيضًا لضبط نسبة السكر في الدم.

### الأمراض
تشمل الحالات الطبية المرتبطة بزيادة الوزن قصور الدرقية ومتلازمة كوشينغ ومتلازمة المبيض المتعدد الكيسات وقصور القلب الاحتقاني. قد تؤدي الحالات الطبية مثل السرطان وأمراض الجهاز الهضمي والاضطرابات النفسية والالتهابات واضطرابات الغدد الصماء والاضطرابات العصبية إلى فقدان الوزن.

### الأمراض المرتبطة عادةً بزيادة الوزن
متلازمة المبيض المتعدد الكيسات، والتي تتميز بمقاومة الأنسولين وفرط الأندروجينية، هي حالة شائعة مرتبطة بالسمنة. تبين أن مجموعة من العوامل الوراثية ونمط الحياة والبيئة تساهم في التغيرات الهرمونية المسؤولة عن زيادة الوزن والسمنة لدى الأفراد المصابين بمتلازمة المبيض المتعدد الكيسات. تبين أيضًا وجود علاقة ثنائية الاتجاه بين السمنة ومتلازمة المبيض المتعدد الكيسات، إذ تزيد هذه المتلازمة من خطر السمنة، وبالمثل، تبين أن السمنة تؤدي إلى تفاقم الاختلافات الهرمونية والأعراض السريرية لمتلازمة المبيض المتعدد الكيسات.

### الأمراض المرتبطة عادةً بفقدان الوزن
تشمل اضطرابات الجهاز الهضمي الشائعة المرتبطة بفقدان الوزن سوء الامتصاص بسبب الداء البطني (الداء الزلاقي) أو التهاب البنكرياس المزمن. قد يساهم كل من الاكتئاب واضطرابات الأكل مثل فقدان الشهية العصابي أيضًا في فقدان الوزن. تشمل الأسباب المعدية لفقدان الوزن فيروس العوز المناعي البشري/الإيدز.
رغم أن سكري النوع الأول يسبب فقدان الوزن، يرتبط سكري النوع الثاني بزيادة الوزن. تشمل الأسباب الأخرى لفقدان الوزن المرتبطة بالغدد الصماء فرط الدرقية والقصور الكظري المزمن.